# Sebastian Seiler
Franz Sebastian Seiler (geboren 1815 in Lüben; gestorben 4. Dezember 1870 in New Orleans) war ein deutsch-amerikanischer Journalist und Sozialist. Pseudonyme N. E. Mesis, T. Sebastiano und ehemaliger Staatsdiener.

## Biografie
Sebastian Seiler war der Sohn eines Glasers und Mitglied des Gemeinderats. Nach dem Besuch eines Gymnasiums legte er ein Examen als Gerichtsschreiber ab. war als Privatschreiber, dann Aktuar in Liegnitz tätig. 1835 wurde er wegen Fälschung von Zertifikaten zu einer Geldstrafe von 30 Talern verurteilt. 1837 hielt er sich in Berlin auf. Dann reiste er mit einem offiziellen Pass ins Ausland und hielt sich bis 1839 in Paris auf.

### Schweizer Jahre
Ab 1840 lebte er in der Schweiz, wo er sich an geheimen Verbindungen beteiligte und sich dem Bund der Gerechtigkeit anschloss. Es wohnte bis November 1840 in Zurzach und schrieb für den Aargauer Volksboten. Er verfasste zahlreiche Bücher u. a. über Kaspar Hauser und Wilhelm Weitling. Er war mit Weitling, August Becker und Simon Schmidt befreundet. 1842/43 lieferte er Korrespondenzartikel für die Rheinische Zeitung. Im Oktober 1842 besuchte ihn Gustav Bacherer in Lausanne, der ihn für die „Seele der Kommunisten“ der Stadt hielt. 1843 lernte er auch Bakunin in Zürich kennen. Nach der Verhaftung Weitlings wurde er aus der Schweiz ausgewiesen.

### Aufenthalt in Brüssel
Seit Oktober 1843 lebte er in Brüssel und wohnte 1845/46 neben Marx und Engels. Nach Angaben der Brüsseler Polizei, soll Seiler der Verfasser des Buches „Esquisses histoiques sur Napoléon“ gewesen sein. Seiler war Mitglied des Kommunistischen Korrespondenz-Komitees und schrieb Artikel für den Telegraph für Deutschland. In Brüssel arbeitete er in dem von Carl Reinhard und ihm am 1. Mai 1845 gegründeten „Neues Deutsches Zeitungs-Correspondenz-Bureau“ mit. Am 30. März 1846 fand das folgenreiche Treffen zwischen Weitling, Marx, Engels, Seiler, Joseph Weydemeyer, Philippe Gigot, Wilhelm Wolff, Edgar von Westphalen, Annenkow, und Louis Heilberg statt; „daß Marx von Weitling aufs empfindlichste gereizt worden war, berichtet Weitling selbst an Heß“. Seiler nahm entschieden Partei für Marx. Wenige Tage später erfolgte die Verurteilung Hermann Krieges mit dem „Zirkular gegen den Volks-Tribun“. Das war auch sein endgültiger Bruch mit Wilhelm Weitling.

### Während der Revolution in Paris
1847 übersiedelte er nach Paris. Hier gehörte er dem Arbeiterverein und Pariser Gemeinde des Bundes der Kommunisten an. Seiler verurteilte im März 1848 in Paris die Revolutionspläne Georg Herweghs und der Deutschen Legion. Sebastian Seiler war Stenograf der französischen Nationalversammlung und gehörte neben August Hermann Ewerbeck zu den eifrigsten Pariser Korrespondenten der Neuen Rheinische Zeitung. Die Neue Rheinische Zeitung würdigte Seiler, nach dessen erster Verhaftung auf Grund von haltlosen Verdächtigungen des Polizeipräfekten von Paris Chéri Rebillot.

„Seilers Abreise – wenn sie wirklich erfolgt, – dürfte für die deutsche Tagespresse um so fühlbarer sein, als Er es ist, der den Verhandlungen der Nationalversammlung seit ihrem Beginn mit vieler Aufmerksamkeit folgte und sie in gedrängten Uebersichten der deutschen Tagespresse durch das große (halbministrielle) Havas'sche Korrespondenzbüreau mit bisher unerhörter Schnelligkeit zuschickte. Diese Lücke wird […] schwer zu ersetzen sein.“

Nach der Demonstration vom 13. Juni 1849 wurde Seiler erneut verhaftet und am 20. August 1849 aus Paris ausgewiesen. Er wurde am 24. August über Boulogne-sur-Mer nach London abgeschoben.

### Exil in London
In London stand Seiler in ständigem Kontakt zu Marx. Am 9. September 1850 erhielt er „3½ Shilling“ vom „sozial-demokratischen Flüchtlingscomite“ in London. Am 17. September 1850 trat Seiler gemeinsam mit Marx und anderen nach der Spaltung des Bundes der Kommunisten in London aus dem Arbeiterbildungsverein aus. Im Juni 1854 erholten sich Jenny Marx mit Kindern und Helena Demuth bei Familie Seiler wegen der besseren „Landluft“. Da Seiler eine private Insolvenz befürchtete, reiste er über Southampton nach Halifax im Februar 1856 aus.

### Letzte Jahre in den Vereinigten Staaten
In New York schrieb Seiler für den Wöchentlichen New Yorker Staats-Demokrat, und die New Yorker Staats-Zeitung.  Karl Heinzen verleumdete ihn als angeblichen „Spion“. 1857 war Seiler zeitweilig Vorsitzender des Deutschen Arbeiterbundes in New York.
1859 leitete er als Chefredakteur die Tägliche Deutsche Zeitung in New Orleans, wo ihn Samuel Ludvigh besuchte. Er unterstützte die Wahl von George Michael Hahn zum Gouverneur von Louisiana. Im September 1860 gründete er das Wochenblatt New Orleans Journal. Seiler agierte hier für die Abschaffung der Sklaverei in den Vereinigten Staaten. Später engagierte sich Seiler auf Seiten der Republikaner Abraham Lincolns für „das Stimmrecht der Neger“.
Sein in Berlin lebender Bruder Franz Seiler unterstützte Wilhelm Liebknecht und seine Frau Ernestine, als Liebknecht wegen verbotswidriger Rückkehr in die Preußischen Staaten 1866 in Haft saß. Auch die Frau von Franz Seiler, Marie Seiler, schickte im Auftrag ihres Mannes und von Sebastian Seiler eine „kleine Unterstützung“ an Nathalie Liebknecht.
Sebastian Seiler starb am 4. Dezember 1870 in New Orleans.
Sebastian Seiler hatte vierzehn Geschwister, darunter die Brüder:
- den Klavierbauer Eduard Seiler (1814–1875)[45]
- den Glasmaler Adolph Seiler (1824–1873).[46]

## Werke
Selbständige Schriften
- T. Sebastiano: Geheime Mittheilungen aus den Zeiten des französischen Kaiserreichs: Nach Emile Marco de Saint-Hilaire’s „Souvenirs intimes du temps de l’Empire“. Friedrich Schultheß, Zürich 1839.[47]
- N. E. Mesis: Kaspar Hauser, der Thronerbe Badens. [Jenny Sohn, Bern] Paris[48] 1840. MDZ Reader
  - F. Sebastian Seiler: Kaspar Hauser, der Thronerbe Badens. [Jenny, Bern] Paris 1845. MDZ Reader[49]
  - F. Sebastian Seiler: Kaspar Hauser, der Thronerbe Badens. Dritte Auflage. [Jenny, Bern] Paris 1847. archive.org
  - N.E. Mesis: Kaspar Hauser der Thronerbe von Baden. Kaspar-Hauser-Verlag, Offenbach am Main 2005, ISBN 3-934766-32-3.
- Maria Luise und der Herzog von Reichstadt, die Opfer der Politik Metternichs. Herausgegeben von einem ehemaligen Staatsdiener. [Jenny, Sohn, Bern] Paris 1842. (2. Aufl. 1849 hathitrust.org)
- Das Eigenthum in Gefahr! oder Was haben Deutschland und die Schweiz vom Kommunismus und Vernunftglauben zu fürchten?. Jenny Sohn, Bern 1843. MDZ Reader[50]
- Der Krieg zwischen der Schweiz und Frankreich im Jahre 1838, verursacht durch eine Schürze, einen Spion und die bernische Aristokratie. Aus den Papieren eines Diplomaten. Jenny Sohn, Bern 1843. MDZ Reader
- Ueber den Kommunismus in der Schweiz. Eine Beleuchtung des Kommissionalberichtes des Herrn Dr. Bluntschli über die Kommunisten in der Schweiz; (angeblich!) nach den bei Weitling vorgefundenen Papieren. Jenni, Sohn, Bern 1843 MDZ Reader
- Der Schriftsteller Wilhelm Weitling und der Kommunistenlärm in Zürich. Eine Vertheidigungsschrift, die bereits gesetzt, aber vom Walliser Staatsrath unterdrückt, jetzt hier dem Publikum geboten wird. Jenny Sohn, Bern 1843. MDZ Reader[51]
- Das Complot vom 13. Juni 1849, oder der letzte Sieg der Bourgeoisie in Frankreich. Ein Beitrag zur Geschichte der Gegenwart. Hoffmann und Campe, Hamburg 1850. MDZ Reader[52][53]

Artikel
- Zirkular des Kommunistischen Korrespondenzkomitees in Brüssel gegen den „Volk-Tribun“, herausgegeben von Hermann Kriege. Brüssel den 11. Mai 1846. (Gezeichnet von Engels, Phil. Gigot, Louis Heilberg, K. Marx, Seiler, v. Westphalen, Wolff).[54]
- London, 9. Sept. In: Westdeutsche Zeitung, Köln, Nr. 96 vom 13. September 1850.[55]

Briefe
- Sebastian Seiler an die J. G. Cotta’sche Buchhandlung. 28. April 1840.[56]
- Sebastian Seiler an Wilhelm Weitling. 18. Januar 1843.[57]
- Sebastian Seiler an Simon Schmidt. 2. Januar 1843.[58]
- Hermann Kriege an Sebastian Seiler. 6. Juni 1845.[59]
- Sebastian Seiler an Karl Marx. nach dem 11. April 1847.[60]
- Sebastian Seiler an Joseph Weydemeyer. 21. Januar 1850.[61]
- Sebastian Seiler an Karl Marx. 4. April 1850.[62]
- Sebastian Seiler an Friedrich Engels. 18. November 1850.[63]
- Sebastian Seiler an Karl Marx. 24. Juli 1852 oder 1853.[64]
- Sebastian Seiler an Karl Marx. 24. Juli 1852 oder 1853.[65]
- Sebastian Seiler an Karl Marx. 1. April 1856.[66]
- Sebastian Seiler an Wilhelm Liebknecht. 13. Juni 1861.[67]